# Spädnajas
Spädnajas (Najas tenuissima) är en dybladsväxtart som först beskrevs av Alexander Karl Heinrich Braun och Paul Wilhelm Magnus, och fick sitt nu gällande namn av Paul Wilhelm Magnus. Enligt Catalogue of Life ingår Spädnajas i släktet najasar och familjen dybladsväxter, men enligt Dyntaxa är tillhörigheten istället släktet najasar och familjen dybladsväxter. Enligt den finländska rödlistan är arten starkt hotad i Finland. Arten har ej påträffats i Sverige. Artens livsmiljö är näringsrika sjöar. Inga underarter finns listade.